# Снегирёво (Псковская область)
Снегирёво — деревня в Тямшанской волости Псковского района Псковской области России.

Расположена в 14 км к западу от центра города Пскова и в 6 км к востоку от деревни Тямша.
В деревне до 30 годов 20 века располагалась Анастасьевская Часовня. Она была воздвигнута на самом высоком месте деревни Снегирёво. В деревне хранились следующие почитаемые иконы
- преподобномученица Анастасия Римляныня
- Святого Крестителя Господня Иоанна Предтечи
- Святого Великомученника Георгия Победоносца

## Население
| 2001 | 2002 | 2010 |
| ---- | ---- | ---- |
| 10   | ↘9   | ↘4   |